# 那马水库
那马水库是中国广西壮族自治区百色市平果县境内的一座水库，位于右江流域新圩河上，建于1958年。水库正常库容为407万立方米，集雨面积为125平方千米，海拔为147.61米。